# Теорема Коши — Ковалевской
Теорема Коши — Ковалевской — теорема о существовании и единственности локального решения задачи Коши для дифференциального уравнения в частных производных. Теорема Ковалевской является одной из основных и наиболее часто используемых теорем в теории уравнений с частными производными: теорема Хольмгрена о единственности решения задачи Коши, теоремы существования решения задачи Коши для гиперболических уравнений, теория разрешимости линейных уравнений используют теорему Ковалевской.  

## Формулировка
Рассмотрим пространство {\displaystyle \mathbb {R} ^{n+1}}. Точку пространства {\displaystyle \mathbb {R} ^{n+1}} будем обозначать через {\displaystyle (x,t)=(x_{1},...,x_{n},t)}, а точку, принадлежащую {\displaystyle \mathbb {R} ^{n}}, через {\displaystyle x=(x_{1},...,x_{n})}. Обозначим оператор частного дифференцирования 
{\displaystyle L\equiv \left({\frac {d}{dt}}\right)^{m}+\sum _{|\nu |+j\leqslant m,j\leqslant m-1}a_{\nu ,j}(x,t)\left({\frac {d}{dx}}\right)^{\nu }\left({\frac {d}{dt}}\right)^{j}.}
Предположим, что коэффициенты оператора {\displaystyle L} определены в окрестности {\displaystyle U} начала координат в пространстве переменных {\displaystyle (x,t)} и являются аналитическими функциями.
Пусть функция {\displaystyle f} также аналитична в {\displaystyle U}. Пусть вектор {\displaystyle \Psi } начальных данных является аналитическим в некоторой окрестности начала координат {\displaystyle x}-пространства.
Тогда существуют окрестность {\displaystyle W} начала координат и единственная аналитическая функция {\displaystyle u(x,t)}, определённая в {\displaystyle W}, для которой 
{\displaystyle Lu=f,(x,t){\mathcal {2}}W,\left({\frac {d}{dt}}\right)^{j}u(x,0)=u_{j}(x),x{\mathcal {2}}W\cap {\mathcal {f}}t=0{\mathcal {g}}\qquad (j=0,1,2,...,m-1).\qquad (1)}

## Доказательство
Положим 
{\displaystyle {\tilde {u}}(x,t)=u(x,t)-\sum _{j=0}^{m-1}{\frac {t^{j}}{j!}}u_{j}(x).}
Тогда из {\displaystyle (1)} вытекает, что 
{\displaystyle L[{\tilde {u}}]=f-\sum _{j=0}^{m-1}L\left[{\frac {t^{j}}{j!}}u_{j}(x)\right].}
Поэтому, не теряя общности, можно предположить, что начальные данные для {\displaystyle u(x,t)} равны нулю. Перепишем {\displaystyle (1)} в виде 
{\displaystyle \left({\frac {d}{dt}}\right)^{m}u(x,t)=\sum _{j=0}^{m-1}\alpha _{j}(x,t;{\frac {d}{dx}})\left({\frac {d}{dt}}\right)^{j}u(x,t)+f(x,t),\qquad (2)}
где {\displaystyle {\alpha }_{j}(x,t;{\xi })} — полином по {\displaystyle \xi } степени {\displaystyle m-j}, коэффициенты которого аналитичны в окрестности {\displaystyle U} начала координат. Легко видеть, что коэффициенты {\displaystyle c_{\nu ,j}} разложения в ряд Тейлора
{\displaystyle u(x,t)=\sum _{j\geqslant m;\nu }c_{\nu ,j}x^{\nu }t^{j}\qquad (3)}
определяются однозначно уравнением {\displaystyle (2)} и начальными условиями. Дальше доказывается сходимость ряда {\displaystyle (3)}.
Для доказательства сходимости ряда {\displaystyle (3)} используются мажорантные ряды и полиномы. Функция {\displaystyle F(x,t)} называется мажорантным рядом для {\displaystyle f(x,t)} в начале координат, если она является аналитической в этой точке и коэффициенты {\displaystyle C_{\mu ,j}} её разложения в ряд Тейлора больше или равны абсолютным значениям соответствующих коэффициентов {\displaystyle c_{\mu ,j}} разложения функции {\displaystyle f(x,t)} в ряд Тейлора, то есть {\displaystyle C_{\mu ,j}\geqslant |c_{\mu ,j}|}.

## История
Теорема была представлена С.В. Ковалевской в Геттингенский университет вместе с двумя другими работами в качестве докторской диссертации в 1874 году.    